# There's know place like home
There’s know place like home is een livealbum van Kansas. De opzettelijke spelfout/woordspeling verwijst naar hun succesvolste muziekalbum Point of know return. Het is op de compact disc een gedeeltelijke registratie van een concert gehouden op 7 februari 2009 van hun reünieconcert ter gelegenheid van hun 35-jarig bestaan, althans theoretisch dan. De muziekgroep viel diverse keren uit elkaar, om net zo vaak weer bij elkaar te komen. Er werden drie concerten gegeven in de zaal van de Universiteit van Washburn te Topeka (Kansas), waar een aantal leden van de band heeft gestudeerd. De band werd ook begeleid door het orkest van de universiteit (Washburn University Orchestra onder leiding van Larry Baird, die ook de orkestarrangementen schreef). Volgens het cd-boekje werden er ook arrangementen (Musicatto) geschreven door Andrew Powell. 
De muziek is nog steeds ongewijzigd, progressieve rock met een vleugje country erdoorheen. Het album kwam in diverse uitvoeringen, een enkel cd, een dvd, een blu-ray en een dubbel-cd. Onder namen van regisseurs valt op Zak Rizvi, toekomstig lid van Kansas.

## Musici
- Phil Ehart – slagwerk
- Billy Greer – basgitaar, akoestische gitaar, zang
- David Ragsdale – viool, elektrische gitaar, achtergrondzang
- Steve Walsh – zang, toetsinstrumenten
- Richard Williams – eerste gitaar, akoestische gitaar
- Washburn University Orchestra o.l.v. Larry Baird

met gasten
- Kerry Livgren en Steve Morse gitaar.

## Muziek
| Nr. | Titel                           | Duur |
| --- | ------------------------------- | ---- |
| 1.  | Belexes                         | 5:43 |
| 2.  | Point of know return            | 3:25 |
| 3.  | Song for America                | 9:29 |
| 4.  | Musicatto                       | 3:22 |
| 5.  | Ghosts/Rainmaker                | 4:32 |
| 6.  | Nobody's home                   | 4:55 |
| 7.  | Hold on                         | 5:07 |
| 8.  | Icarus II                       | 6:57 |
| 9.  | Icarus: Borne on wings of steel | 6:37 |
| 10. | Miracles out of nowhere         | 6:40 |
| 11. | Fight fire with fire            | 4:20 |
| 12. | Dust in the wind                | 4:13 |
| 13. | Carry on wayward son            | 6:50 |
| 14. | Down the road (Afternoon Jam)   | 6:53 |

| Nr. | Titel               | Duur |
| --- | ------------------- | ---- |
| 15. | Howling at the moon |      |
| 16. | On the other side   |      |
| 17. | Cheyenne anthem     |      |
| 18. | Incommudro          |      |
| 19. | The wall            |      |

Na dit album viel Kansas weer uiteen, een aantal bandleden verzamelde zich in Native window.